# Uwe Claussen

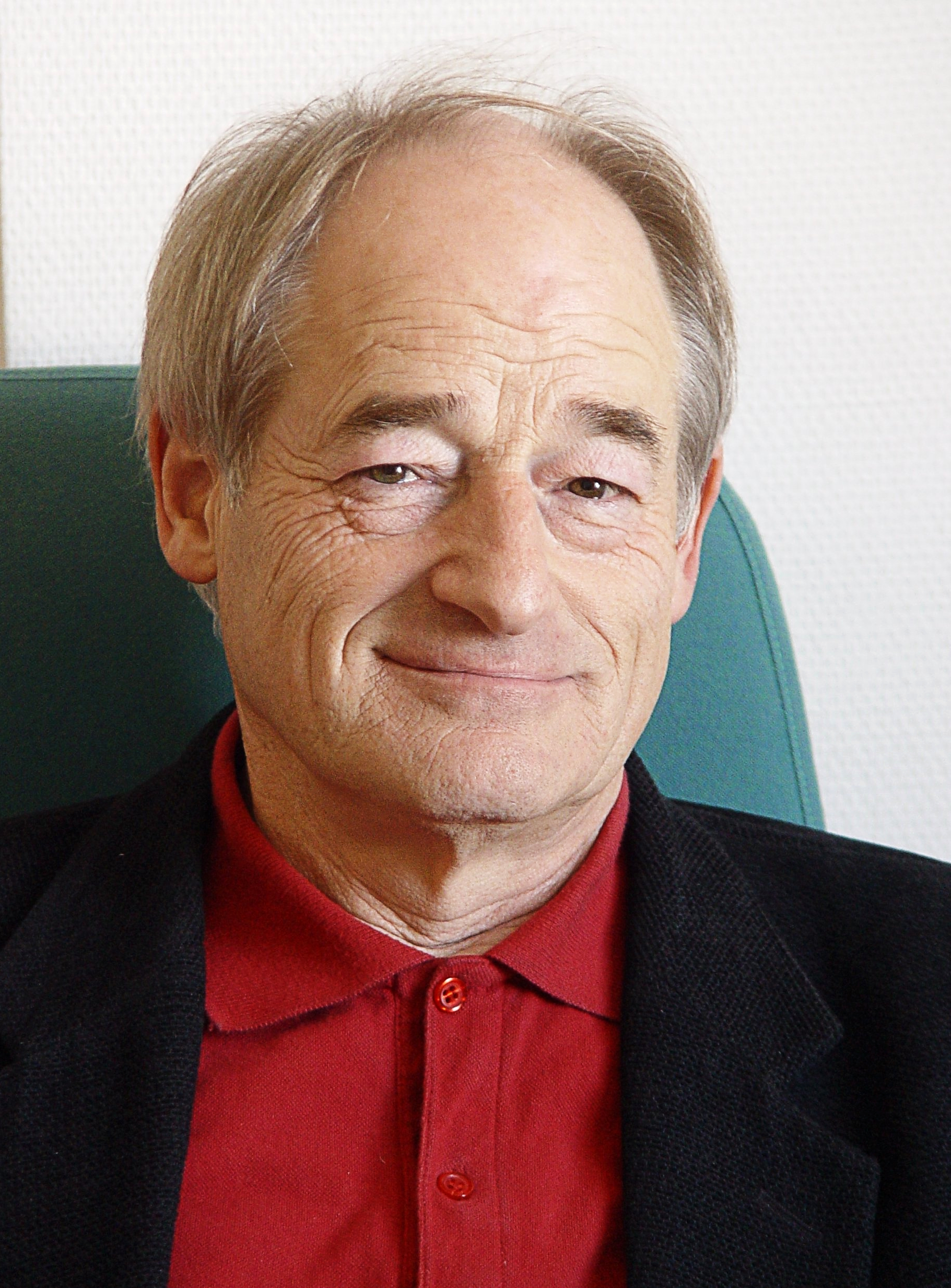
Uwe Claussen

Uwe Claussen (* 30. April 1945 in Flaberg, Gummersbach; † 20. Juli 2008 in Münchenroda bei Jena) war ein deutscher Mediziner und Humangenetiker.

## Leben
Uwe Claussen studierte von 1966 bis 1971 Humanmedizin an der Heinrich-Heine-Universität Düsseldorf. 1972 wurde er nach Anfertigung der Dissertationsschrift „Zur teratogenen Wirkung von 6-Amino-Nicotinsäureamid bei Kaninchen nach Injektion in den Dottersack“ zum Dr. med. promoviert und war anschließend am Institut für Humangenetik und Anthropologie der Düsseldorfer Universität tätig; dessen Laborleiter für Pränataldiagnostik von 1975 bis 1985. 1980 habilitierte er sich in Düsseldorf mit der Habilitationsschrift „Vergleichende Untersuchungen zum embryotoxischen Wirkprinzip von Cyclophosphamid beim Kaninchen“. 1981 hatte er einen Lehrauftrag am Fachbereich Biologie an der Gesamthochschule Wuppertal inne.
1985 wurde er zum Akademischen Oberrat ernannt; 1986 zum außerplanmäßigen Professor an der Friedrich-Alexander-Universität Erlangen-Nürnberg. Nach einem Forschungsaufenthalt am St. Mary’s Hospital Medical School in London wurde er Direktor des Labors für Post- und Pränataldiagnostik am Institut für Humangenetik der Universität Erlangen-Nürnberg. 1993 wechselte er als Ordinarius für Humangenetik und Anthropologie an die Friedrich-Schiller-Universität Jena; zugleich wurde er Direktor des Institutes für Humangenetik und Anthropologie. Im Herbst 2019 wurde ein Gedenksymposium vom Berufsverband deutscher Humangenetiker e.v. (BVDH) geehrt.
Uwe Claussen galt als einer der besten deutschen Ballonpiloten und hielt über lange Zeit diverse Rekorde wie zum Beispiel über zurückgelegte Strecken (674,5 km/1984) und erreichte Höhen (9447 m/1985) im Heißluftballon.

## Wirken
Die Forschungsschwerpunkte von Claussen waren die Tumorgenetik, die Zytogenetik, die Humangenetik, die Molekulargenetik und die Teratologie. Er veröffentlichte zahlreiche wissenschaftliche Arbeiten in diesen Themengebieten. Er war in mehreren wissenschaftlichen Beiräten vertreten, unter anderem bei der Fachzeitschrift „medizinische genetik“.
Claussen engagiert sich in mehreren wissenschaftlichen Gesellschaften, unter anderem der Deutschen Gesellschaft für Humangenetik (GfH), der Deutschen Gesellschaft für Neurogenetik, der European Society of Human Genetics  (ESHG) und der American Society of Human Genetics (ASHG).